# Gerd-Klaus Kaltenbrunner
Gerd-Klaus Kaltenbrunner (* 23. Februar 1939 in Wien, Ostmark, Deutsches Reich; † 12. April 2011 in Lörrach, Baden-Württemberg) war ein österreichischer Schriftsteller, Privatgelehrter und Philosoph. Er publizierte bevorzugt in Organen der Neuen Rechten und des Konservativismus. In seinem Spätwerk schrieb er nicht mehr über politische Themen, sondern wandte sich nach einer religiös-mythischen Zwischenphase ganz dem Römischen-Katholizismus zu.

## Leben
Kaltenbrunner studierte Philosophie, Rechts- und Staatswissenschaften an der Universität Wien. 1962 siedelte er nach Deutschland über, wo er u. a. als Verlagslektor tätig war. Von 1974 bis 1988 gab er im Verlag Herder die Schriftenreihe Initiative heraus, die von der Jungen Freiheit als „eines der wichtigsten Sprachrohre neokonservativen Denkens“ bezeichnet wird. Nach Einstellung der Reihe 1988 lebte er als freier Schriftsteller im Schwarzwald. Er war Gründungsmitglied im P.E.N.-Club Liechtenstein.
Er veröffentlichte in den Zeitschriften Zeitbühne, Criticón, Epoche, Saka-Informationen, der katholisch-traditionalistischen Zeitschrift Theologisches, MUT und in der Jungen Freiheit. Seine letzte Buchpublikation erschien 1996. Die folgenden Jahre lebte er in äußerster Zurückgezogenheit. Er starb am 12. April 2011 im südbadischen Lörrach. Seine letzte Ruhestätte findet sich im Friedhof von Perchtoldsdorf bei Wien.
Im Jahre 2000 bekannte sich Kaltenbrunner öffentlich zum Sedisvakantismus, indem er zu einer geplanten öffentlichen Erklärung der mexikanischen Priesterunion Trento unter der Leitung des Vagantenbischofs Martín Dávila Gándara Stellung bezog und Hinweise gab, wie Katholiken während dieser langen Zeit der Sedisvakanz religiös leben könnten. In Punkt 1 seiner Stellungnahme bejahte er ausdrücklich den Nachweis der Sedisvakanz von Wigand Siebel, in Punkt 2 vertrat Kaltenbrunner die Auffassung, dass Pius XII. der letzte Papst gewesen sei, und in Punkt 3 verteidigte er den Begriff „Sedisvakantismus“.
Kaltenbrunner empfing bei den Sedisvakantisten keine Sakramente und publizierte weiterhin in katholischen Organen wie Theologisches, Die Tagespost und Vobiscum. Ein Augsburger Diözesanpriester spendete ihm die Sterbesakramente und beerdigte ihn in Perchtoldsdorf bei Wien.

## Wirken

### Konservatismus
Kaltenbrunner wurde in den 1970er Jahren zunächst als Publizist und Vordenker im konservativen politischen Spektrum bekannt. 1972 erschien sein Buch Rekonstruktion des Konservatismus, welches sich als konservativer Gegenentwurf zur 68er-Bewegung verstand. Seine metapolitischen Vorstellungen eines „evolutionären Traditionalismus“ knüpften dabei an das utopische Denken der Konservativen Revolution an.
Die Schriftenreihe Initiative, für die er bis zu ihrer Einstellung 1988 zahlreiche Autoren verschiedener Couleur gewinnen konnte, thematisierte über das rein Politische hinaus eine Vielzahl an Themen, die zum Ausdruck kamen in Titeln wie: Warum noch lesen? Vom notwendigen Überfluss der Bücher / Grund zum Feiern. Abschaffung und Wiederkehr der Feste oder Nestwärme in erkalteter Gesellschaft: Ashrams, Kommunen, Kibbuzim und was sonst noch?
Bereits im ersten Band Plädoyer für die Vernunft: Signale einer Tendenzwende prägte er den Begriff Tendenzwende, der in der Folge zu einem Schlagwort konservativen Denkens wurde.
Zu Kaltenbrunners politischen Veröffentlichungen der 1980er Jahre gehören unter anderem Elite. Erziehung für den Ernstfall (1984) und Was ist deutsch? Die Unvermeidlichkeit, eine Nation zu sein (1988). Diese Publikationen waren im Vergleich zu seinen bisherigen durch einen schärferen Tonfall und eine verstärkte Beschäftigung mit dem Thema „Nation“ gekennzeichnet, was auch vermehrt zu Kritik, etwa durch den Politikwissenschaftler Claus Leggewie, führte.
Für die Neue Rechte programmatisch war insbesondere sein Aufsatz Bestimmt Hitler die Richtlinien unserer Politik?, der 1987 in der Zeitschrift MUT erschien und in einer großen Zahl konservativer und rechter Zeitschriften nachgedruckt wurde.

### Europa-Trilogien
Daneben verlagerte sich im Laufe der 80er Jahre Kaltenbrunners Interessenschwerpunkt zunehmend von Politik auf Kultur. Prägend für seine kulturellen Interessen war in seiner Jugend insbesondere die Begegnung mit Richard Nikolaus Graf von Coudenhove-Kalergi, dem Begründer der Paneuropa-Bewegung gewesen.
Zeugnis davon ist das dreibändige Werk Europa. Seine geistigen Quellen in Portraits aus zwei Jahrtausenden und die ebenfalls dreibändige Folgepublikation Vom Geist Europas. Beide Werke enthalten eine Sammlung von insgesamt mehreren hundert monographischen Essays zu Personen der europäischen Geistesgeschichte, mit einem erkennbaren Schwerpunkt auf – nach Kaltenbrunners Ansicht zu Unrecht – in Vergessenheit geratenen Kulturschaffenden.

### Religiös-mystische Phase
Ende der 1980er Jahre konvertierte Kaltenbrunner zum Katholizismus. Ab Anfang der 1990er Jahre er befasste sich endgültig nicht mehr mit politischen Themen. Stattdessen widmete er sich in mehreren Publikationen religionsphilosophischen Fragen: neben einigen kleineren hagiographischen Bänden sind vor allem die beiden umfangreichen Bücher Johannes ist sein Name (1993) (über den Priesterkönig Johannes) und Dionysius vom Areopag (1996) zu nennen.
In diesen Werken führte Kaltenbrunner verschiedene philosophische, theologische und geschichtstheoretische Denkansätze zusammen – insbesondere die der Traditionalistischen Schule (René Guénon, Julius Evola und vor allem Leopold Ziegler), negative Theologie und Mystik (Dionysius Areopagita, Meister Eckhart, Nikolaus von Kues), idealistische Philosophie (Friedrich Wilhelm Joseph Schelling, Wolfgang Struve), dazu den Utopismus der romantischen Literatur sowie mittelalterliche Legenden- und Gralsdichtung – mit dem Anspruch, eine umfassende Gesamtschau abendländisch-christlicher Kultur zu entwerfen.

### Spätwerk und Nachlass
Von 1996 bis 2002 publizierte Kaltenbrunner in Theologisches, danach bis kurz vor seinem Tod in Vobiscum (herausgegeben von Erzbischof Wolfgang Haas) und Die Tagespost. Sein Spätwerk war vom römisch-katholischen Glauben geprägt, der in seinem Leben früher eine untergeordnete Rolle gespielt hatte, zumal seine Perspektive bis Ende der 1980er Jahre politisch war. Essays aus seinem Spätwerk, ergänzt durch frühere Aufsätze über katholische Persönlichkeiten erschienen 2025 unter dem Titel "Abendland" als Buch. Diese Texte waren zuvor in verschiedenen Periodika veröffentlicht worden.

## Auszeichnungen und Preise
- Baltasar-Gracian-Preis (für Gesamtwerk, 1985)
- Anton-Wildgans-Preis (für Gesamtwerk, 1985)
- Konrad-Adenauer-Preis der Deutschland-Stiftung für Literatur (für Gesamtwerk, 1986)
- Mozart-Preis der Goethe-Stiftung Basel (für Gesamtwerk, 1989)

## Werke (Auswahl)
- Hegel und die Folgen. Freiburg 1970.
- Rekonstruktion des Konservatismus. Freiburg 1972.
- Konservatismus international. 1973.
- Der schwierige Konservatismus. 1975.
- Europa. Seine geistigen Quellen in Portraits aus zwei Jahrtausenden. Drei Bände, Heroldsberg bei Nürnberg 1981–1985.
- Elite. Erziehung für den Ernstfall. Asendorf 1984.
- Wege der Weltbewahrung. Asendorf 1985.
- Geheimgesellschaften und der Mythos der Weltverschwörung. Freiburg u. a. 1987.
- Vom Geist Europas. Drei Bände, Asendorf 1987–1992.
- Was ist deutsch? Die Unvermeidlichkeit, eine Nation zu sein. Asendorf 1988.
- Die Seherin von Dülmen und ihr Dichter-Chronist. Gersau 1992.
- Tacui. Gersau 1993.
- Johannes ist sein Name. Priesterkönig, Gralshüter, Traumgestalt. Zug/Schweiz 1993.
- Dionysius vom Areopag. Das Unergründliche, die Engel und das Eine. Zug/Schweiz 1996.
- Vom Geist Europas. Ursprünge und Porträts. 2 Bde., Graz 2019. (Kombinierter Teilreprint von Vom Geist Europas und Europa.)
- Abendland. Geheiligte Kultur, geliebte Heimat. Bad Schmiedeberg 2025. (Reprint von 35 bislang nur in Periodika edierten Texten)

Als Herausgeber:
- Herderbücherei INITIATIVE, 75 Bände (1974–1988).